# Jad Fair
Jad Fair (9. lipnja 1954.), američki je gitarist i kantautor. Najveću je slavu stekao kao gitarist rock grupe Half Japanese. Ostvario je i aktivnu solo karijeru u kojoj je izdao 30 albuma kako samostalno.

## Diskografija
- The Zombies of Mora-Tau EP7 (UK Armageddon) 1980 (Press) 1982
- Everyone Knew ... But Me (Press) 1982
- Between Meals - Oh No I Just Knocked Over a Cup of Coffee (Iridescence) 1983
- Monarchs (Iridescence) 1984
- Best Wishes (Iridescence) 1987
- Jad Fair & Kramer - Roll Out the Barrel (Shimmy-Disc) 1988
- Great Expectations (Ger. Bad Alchemy) 1989
- Attack of Everything no CD - Jad Fair (Paperback - 1990)
- Coo Coo Rocking Time - Coo Coo Party Time (50 Skidillion Watts) 1990
- Greater Expectations (Psycho Acoustic Sounds/T.E.C. Tones) 1991
- Jad Fair EP - Jad Fair (LP Record - 1991)
- Jad Fair and the Pastels - This Could Be the Night EP (UK Paperhouse) 1991
- No. 2: Jad Fair and the Pastels (UK Paperhouse) 1992
- I Like It When You Smile (UK Paperhouse) 1992
- Workdogs in Hell - Workdogs in Hell (1993)
- Jad & Nao - Half Robot (UK Paperhouse) 1993
- Mosquito - Oh No Not Another Mosquito My House Is Full of Them! (Psycho Acoustic Sounds) 1993
- Mosquito - Time Was (ERL/Smells Like) 1993 (Aus. Au-go-go) 1993
- Mosquito - UFO Catcher (Japan. Time Bomb) 1993
- Mosquito - Cupid's Fist (Hol. Red Note) 1994
- Greater Expectations - Jad Fair (1995)
- I Like It When You Smile - Jad Fair (1995)
- Daniel Johnston and Jad Fair (1995) (50 Skidillion Watts) 1989
- SPOOKY TALES: SPIRIT SUMMONING STORIES / SPOOKY SOUNDS OF NOW [boek & cd] - Jad Fair (1997)
- Jason Willett/Jad Fair/Gilles Rieder (Megaphone) cd (1992)
- Jason Willett & Jad Fair - It's All Good (Megaphone Limited) (1995) cd
- Jad Fair & Jason Willett - Honeybee (Dr Jim's) (1996) cd
- Jad Fair & Jason Willett - Punk Rock 1996 (Chlorophyl) (1996) 7"
- Jad Fair & Jason Willett - The Corpse is Missing (Slab-O-Concrete) (1996) 7"
- Jad Fair & Jason Willett - The Mighty Super-Heroes (Marginal Talent) cd (1997)
- Jad Fair & Jason Willett - Wonderful World (Shrimper) (1997) triple cassete
- Jad Fair & Jason Willett - Twister (Dark Beloved Cloud) (1997)lp
- Jason Willett & Jad Fair - We're Going to the Moon (Megaphone Limited) cd (1998)
- Jad Fair & Jason Willett - Wild (Megaphone Limited) (1998) cd
- Jad Fair & Jason Willett - The Mighty Hypnotic Eye (Dr Jim's) (1999) cd
- Jad Fair & Jason Willett - Enjoyable songs  (Alternative tentacles) lp & cd (1999)
- Jad Fair & Jason Willett - The Attack of Everything (Paperback + cd) (2002)
- Jad Fair & Jason Willett - Superfine (public eyesore) (2005) cd
- Jad & Nao - Half Alien (Japan. Sakura Wrechords) 1997
- Jad Fair & Kramer - The Sound of Music: An Unfinished Symphony in 12 Parts (Shimmy-Disc/Knitting Factory) 1998
- 26 Monster Songs for Children - Jad Fair & David (1998)
- Roll Out The Barrel (1999) Jad Fair & Kramer
- I Like Your Face - Jad Fair & Shapir-O'Rama (1999)
- Jad Fair & Jason Willett - The Mighty Super-Heroes, Marginal Talent (MT-426)
- Monsters, Lullabies, and the Occasional Flying Saucer (1996) Jad Fair & Phono-Comb, (Can. Shake)
- Jad & David Fair - Best Friends (UK Vesuvius) 1996
- Jad Fair & The Shapir-O'Rama - We Are the Rage (Japan. Avant) 1996
- Jackpot, Songs and Art - Jad Fair (Paperback, 1997)
- Strange But True (1998) Jad Fair & Yo La Tengo
- The Sound of Music (1999) Jad Fair & Kramer
- The Lucky Sperms - Somewhat Humorous (Jad Fair, Daniel Johnston), 2001
- It's Spooky (1989) met Daniel Johnston 2001
- Strobe Talbot - 20 Pop Songs, alternative tentacles, (Jad Fair, Mick Hobbs, Benb Gallaher) 2001
- Words Of Wisdom And Hope (2002) Teenage Fanclub
- We Are the Rage - Jad Fair & the Shapir-O Rama (2002)
- Six Dozen Cookies - Jad & David Fair (2006)
- FairMoore - Steve Moore & Jad Fair (2006)
- Yuri Landman Ensemble feat. Jad Fair & Philippe Petit – That's Right Go Cats, 2012, (CD Thick Syrup Records, LP Siluh Records)

### 7"
- Making of the album
- Arts & Crafts Series Vol. 1

## Doc
- The Devil and Daniel Johnston (DVD - Sep 19, 2006)

## Biografija
- Our Band Could Be Your Life: Scenes from the American Indie Underground 1981-1991 - Michael Azerrad (Paperback - 2002)

### Pisani izvori
- bio Allmusic

## Vanjske poveznice
- Službena stranica